# تريستان موران
تريستان موران (بالإنجليزية: Tristan Moran)‏ هو لاعب اتحاد الرغبي نيوزيلندي، ولد في 15 أغسطس 1983 في بلنهيم في نيوزيلندا.

## وصلات خارجية
- تريستان موران على موقع ItsRugby.co.uk (الإنجليزية)